# Општина Рекаш
Општина Рекаш (рум. Recaş) је градска општина у округу Тимиш у западној Румунији. Општина је значајна по присутној српској националној мањини у Румунији, која је данас малобројна, али и даље присутна (7% становништва).

## Природни услови
Општина Рекаш се налази у источном, румунском Банату, веома далеко од српске границе. Општина се налази у горњем току Тамиша, 30 km источно од Темишвара ка Лугошу. Општински атар је брежуљкастог карактера.

## Становништво и насеља
Општина Рекаш имала је на последњем попису 2002. године 8.560 становника.
Општина се састоји из 7 насеља:
- Базош
- Извин
- Надаш
- Петрово Село
- Рекаш - град и седиште општине
- Станчево
- Хрњаково

## Срби у општини
Срби у општини чине свега 7% становништва општине, али компактно живе у селима Петрово Село и Станчево. На нивоу општине већину чине Румуни - око 75%, а остатак су Мађари (12%) и Срби (7%).